# Deensen
Deensen là một đô thị trong huyện Holzminden, bang Niedersachsen, Đức. Đô thị Deensen có diện tích 11,02 km², dân số thời điểm ngày 31 tháng 12 năm 2006 là 1575 người.